# Leichtathletik-Europameisterschaften 1982/5000 m der Männer

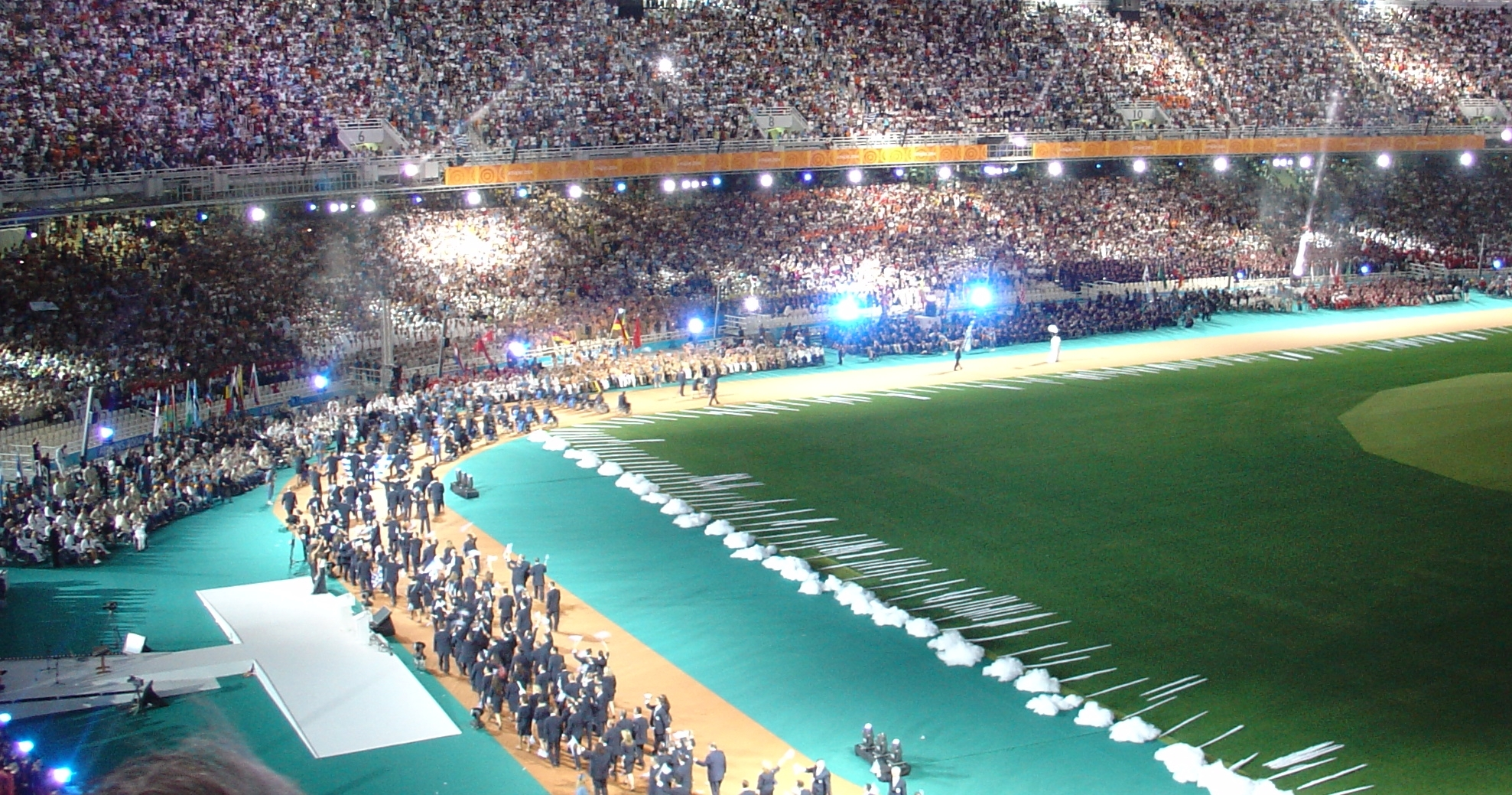
Das Athener Olympiastadion bei der Eröffnung der Paralympics 2004

Der 5000-Meter-Lauf der Männer bei den Leichtathletik-Europameisterschaften 1982 wurde am 8. und 11. September 1982 im Olympiastadion von Athen ausgetragen.
Europameister wurde der bundesdeutsche Läufer Thomas Wessinghage, der 1974 EM-Dritter über 1500 Meter war. Silber gewann Werner Schildhauer aus der DDR, fünf Tage zuvor auch über 10.000 Meter auf Platz zwei. Bronze ging an den britischen Weltrekordinhaber David Moorcroft.

## Bestehende Rekorde
| Weltrekord           | 13:00,41 min | David Moorcroft | Oslo, Norwegen  | 7. Juli 1982      |
| Europarekord         | 13:00,41 min | David Moorcroft | Oslo, Norwegen  | 7. Juli 1982      |
| Meisterschaftsrekord | 13:17,21 min | Brendan Foster  | EM Rom, Italien | 8. September 1974 |

Die drei Rennen dieses Wettbewerbs hier in Athen waren jeweils auf einen Finalsprint ausgerichtet und wurden ohne richtig hohes Tempo gelaufen. So wurde der bestehende EM-Rekord nicht erreicht. Die schnellste Zeit erzielte der spätere Europameister Thomas Wessinghage aus der Bundesrepublik Deutschland im zweiten Vorlauf mit 13:26,48 min, womit er 9,27 Sekunden über dem Rekord blieb. Zum Welt- und Europarekord fehlten ihm 26,07 Sekunden.

## Vorrunde
8. September 1982
Die Vorrunde wurde in zwei Läufen durchgeführt. Die ersten sechs Athleten pro Lauf – hellblau unterlegt – sowie die darüber hinaus drei zeitschnellsten Läufer – hellgrün unterlegt – qualifizierten sich für das Halbfinale.

## Legende
Kurze Übersicht zur Bedeutung der Symbolik – so üblicherweise auch in sonstigen Veröffentlichungen verwendet:
| DNF | Wettkampf nicht beendet (did not finish) |
| DSQ | disqualifiziert                          |

### Vorlauf 1

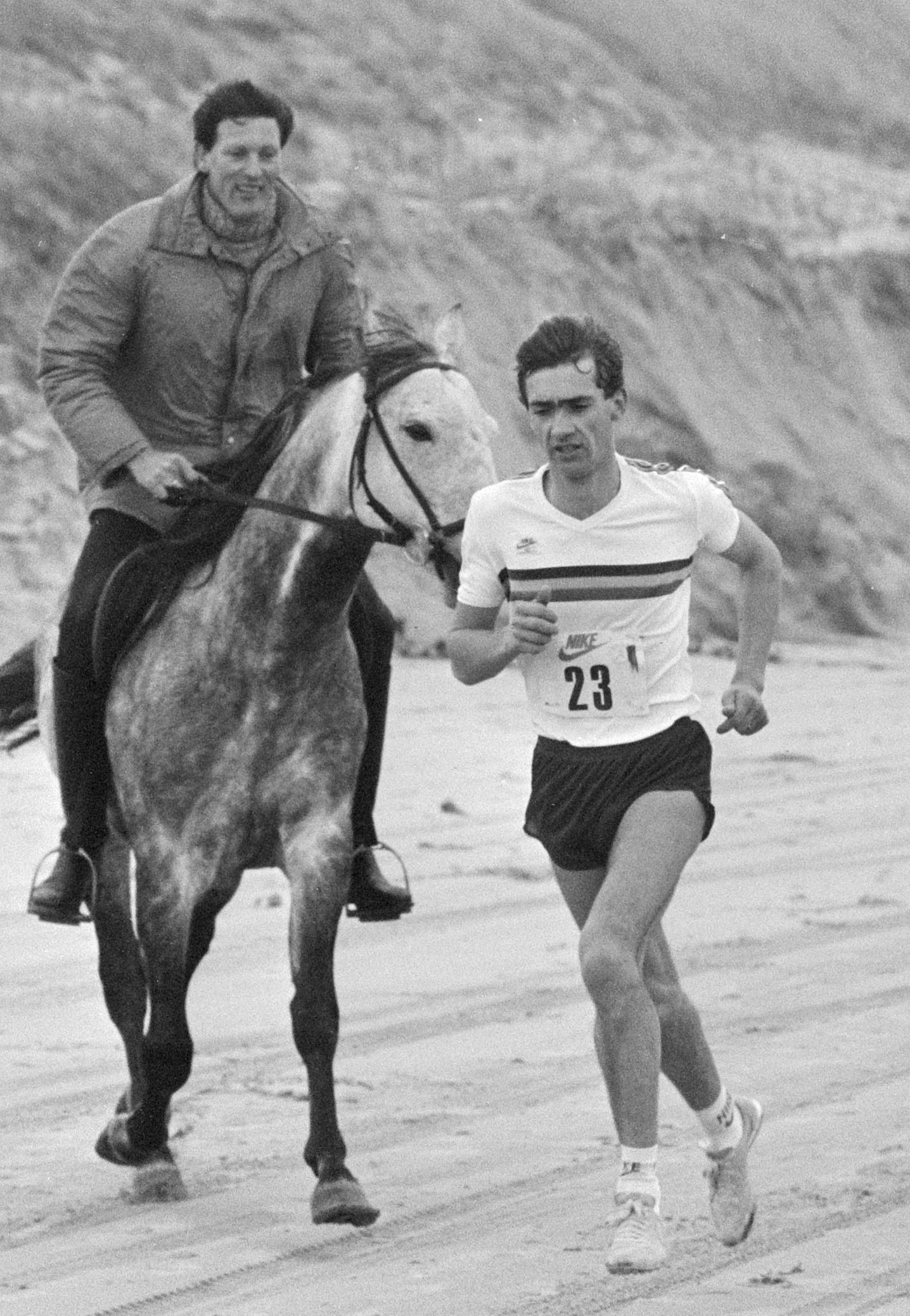
Nach Rang zehn über 10.000 Meter erreichte Alex Hagelsteens (hier bei einem Halbmafrathon) als Zwölfter seines Vorlaufs nicht das Finale
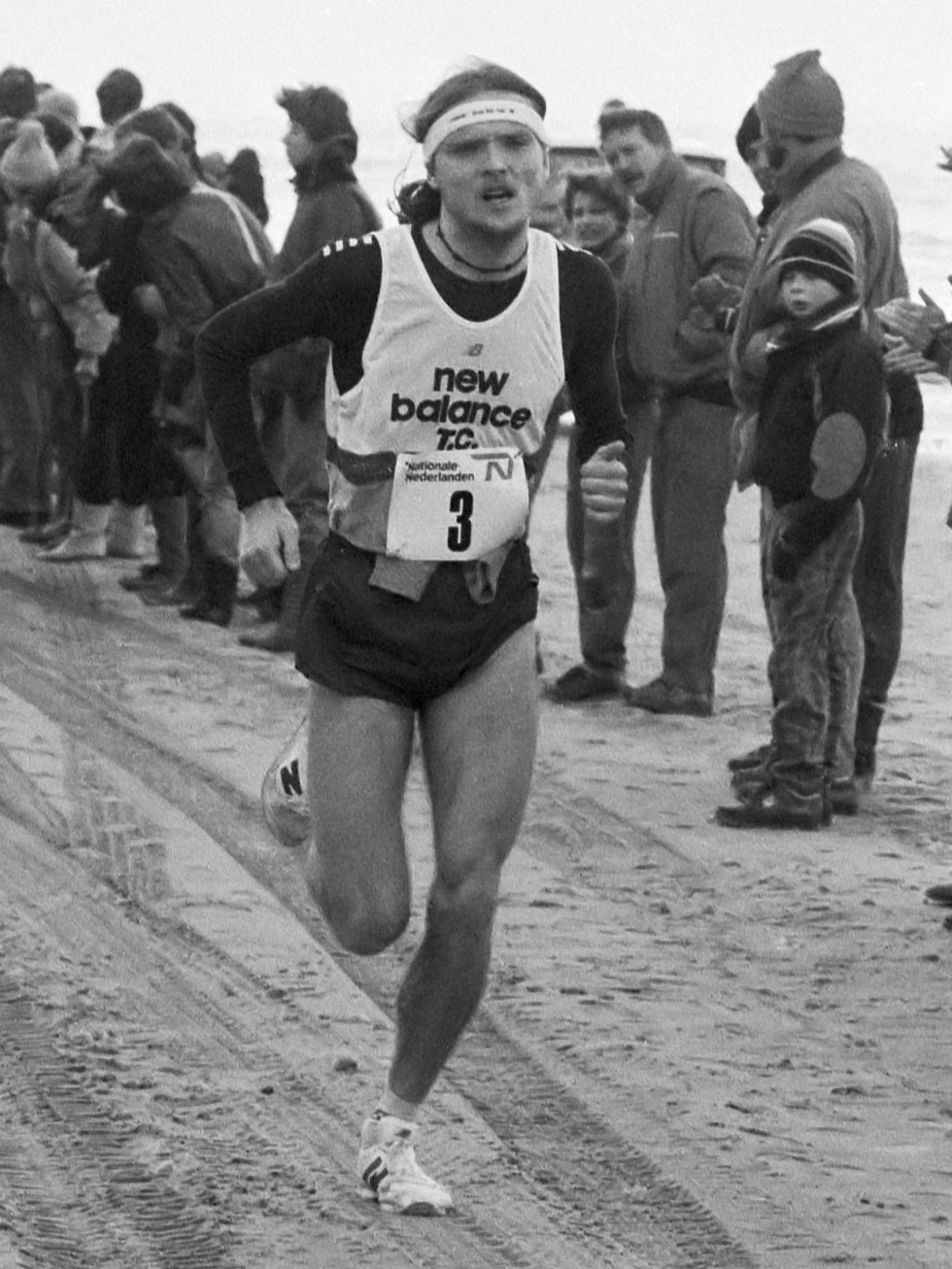
Henrik Jørgensen belegte Rang vierzehn in seinem Vorlauf und schied damit aus

| Platz | Name               | Nation         | Zeit (min) |
| ----- | ------------------ | -------------- | ---------- |
| 1     | David Moorcroft    | Großbritannien | 13:30,28   |
| 2     | Werner Schildhauer | DDR            | 13:30,49   |
| 3     | Dietmar Millonig   | Österreich     | 13:30,61   |
| 4     | Markus Ryffel      | Schweiz        | 13:30,75   |
| 5     | Waleri Abramow     | Sowjetunion    | 13:30,98   |
| 6     | Christoph Herle    | BR Deutschland | 13:31,06   |
| 7     | António Leitão     | Portugal       | 13:31,89   |
| 8     | Salvatore Antibo   | Italien        | 13:34,43   |
| 9     | Wiktor Tschumakow  | Sowjetunion    | 13:34,50   |
| 10    | Knut Kvalheim      | Norwegen       | 13:41,85   |
| 11    | Hans Segerfeldt    | Schweden       | 13:44,07   |
| 12    | Alex Hagelsteens   | Belgien        | 13:50,03   |
| 13    | Philippe Legrand   | Frankreich     | 13:55,04   |
| 14    | Henrik Jørgensen   | Dänemark       | 14:14,05   |
| DNF   | Pär Wallin         | Schweden       |            |

### Vorlauf 2
| Platz | Name               | Nation         | Zeit (min) |
| ----- | ------------------ | -------------- | ---------- |
| 1     | Thomas Wessinghage | BR Deutschland | 13:26,48   |
| 2     | Hansjörg Kunze     | DDR            | 13:27,45   |
| 3     | Tim Hutchings      | Großbritannien | 13:27,58   |
| 4     | Alberto Cova       | Italien        | 13:27,65   |
| 5     | Ewgeni Ignatow     | Bulgarien      | 13:27,78   |
| 6     | Mats Erixon        | Schweden       | 13:28,08   |
| 7     | Dmitri Dmitrijew   | Sowjetunion    | 13:28,45   |
| 8     | Martti Vainio      | Finnland       | 13:29,20   |
| 9     | Mike McLeod        | Großbritannien | 13:29,90   |
| 10    | Fotios Kourtis     | Griechenland   | 14:22,18   |
| DNF   | Francis Gonzalez   | Spanien        |            |

## Finale

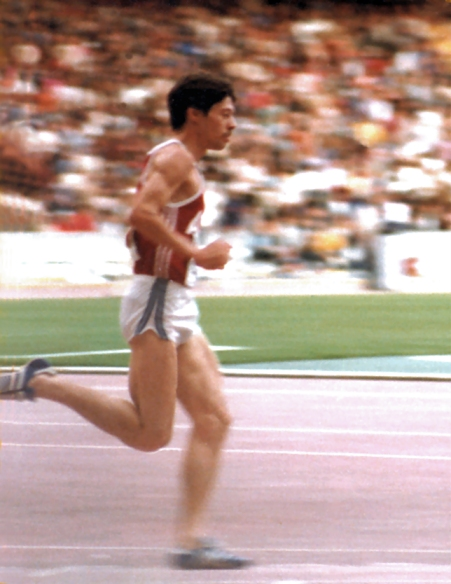
Der 1500-Meter-EM-Dritte von 1974 Thomas Wessinghage fokussierte sich nun erfolgreich auf den 5000-Meter-Lauf und wurde Europameister

11. September 1982
| Platz | Name               | Nation         | Zeit (min) |
| ----- | ------------------ | -------------- | ---------- |
| 1     | Thomas Wessinghage | BR Deutschland | 13:28,90   |
| 2     | Werner Schildhauer | DDR            | 13:30,03   |
| 3     | David Moorcroft    | Großbritannien | 13:30,42   |
| 4     | Ewgeni Ignatow     | Bulgarien      | 13:30,95   |
| 5     | Dietmar Millonig   | Österreich     | 13:31,03   |
| 6     | Waleri Abramow     | Sowjetunion    | 13:31,26   |
| 7     | Tim Hutchings      | Großbritannien | 13:31,83   |
| 8     | Martti Vainio      | Finnland       | 13:33,69   |
| 9     | Hansjörg Kunze     | DDR            | 13:35,71   |
| 10    | Markus Ryffel      | Schweiz        | 13:36,11   |
| 11    | Dmitri Dmitrijew   | Sowjetunion    | 13:37,91   |
| 12    | Mike McLeod        | Großbritannien | 13:38,99   |
| 13    | Christoph Herle    | BR Deutschland | 13:45,54   |
| 14    | Mats Erixon        | Schweden       | 13:52,39   |
| DSQ   | Alberto Cova       | Italien        |            |

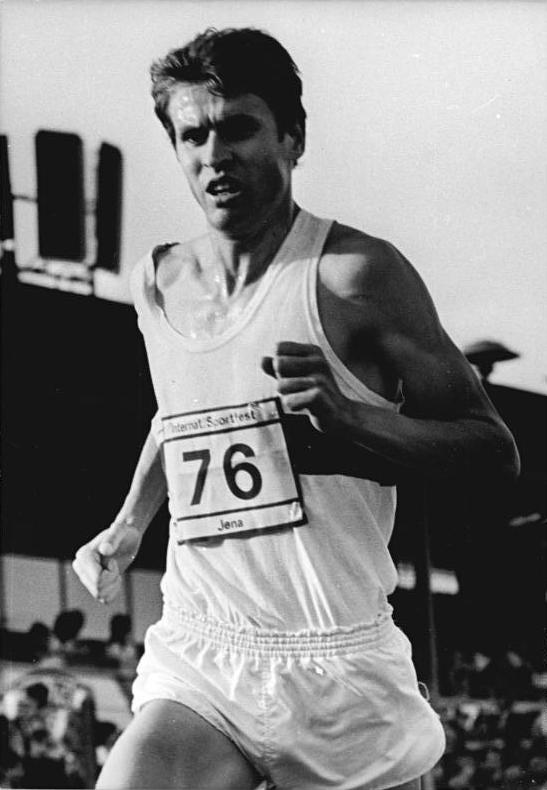
Silbermedaillengewinner Werner Schildhauer hatte fünf Tage zuvor ebenfalls Silber über 10.000 Meter gewonnen
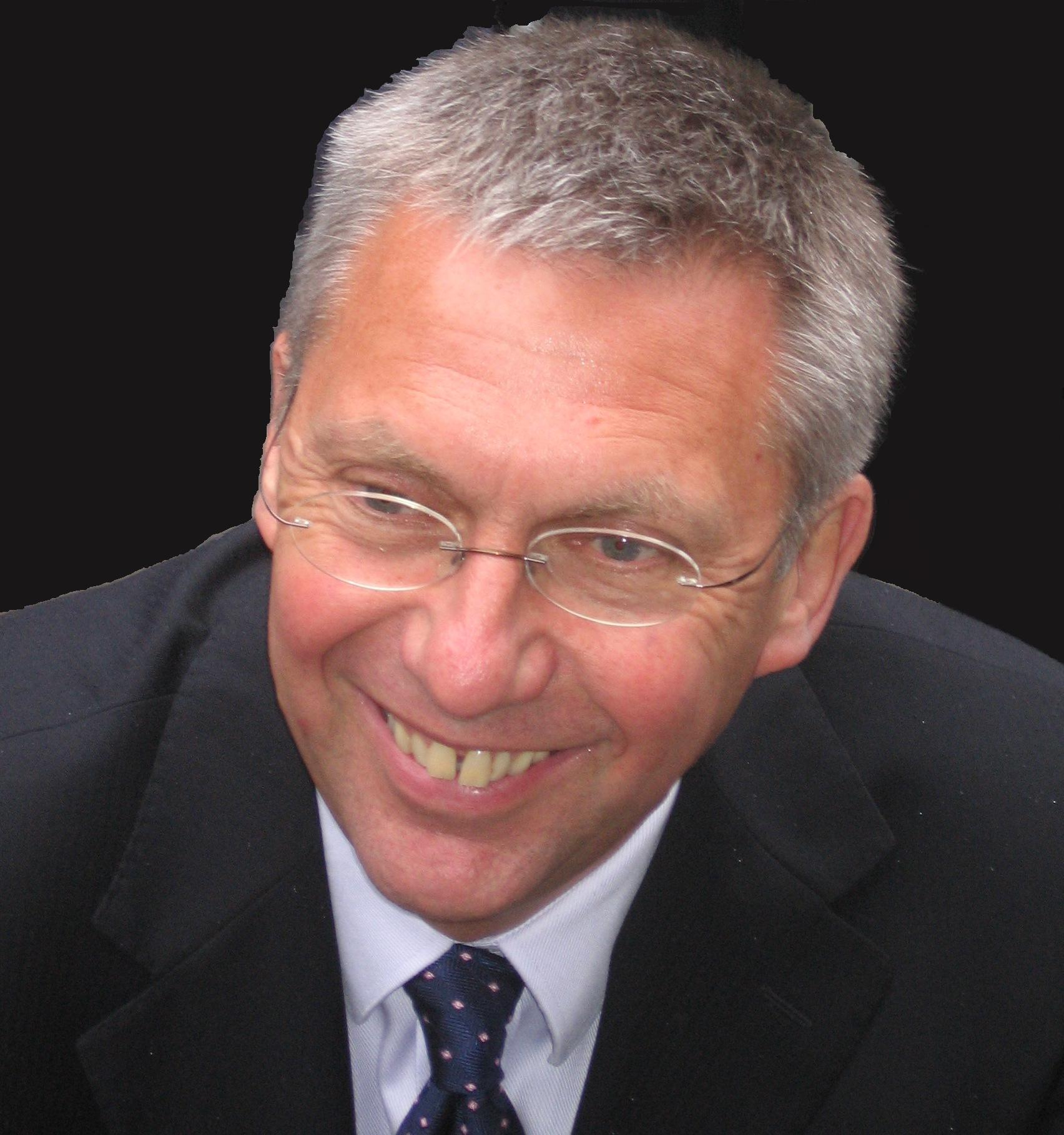
David Moorcroft hatte kurz zuvor den Weltrekord in seinen Besitz gebracht und errang hier die Bronzemedaille
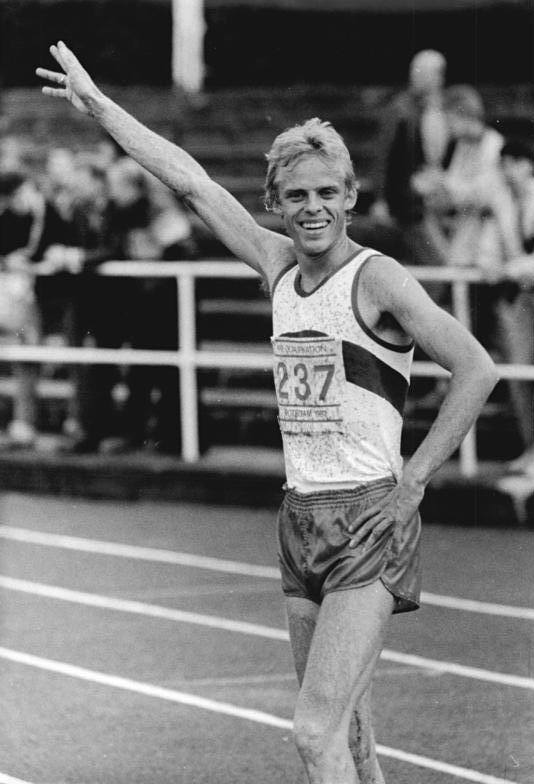
Hansjörg Kunze belegte Rang neun – 1988 wurde er Olympiadritter

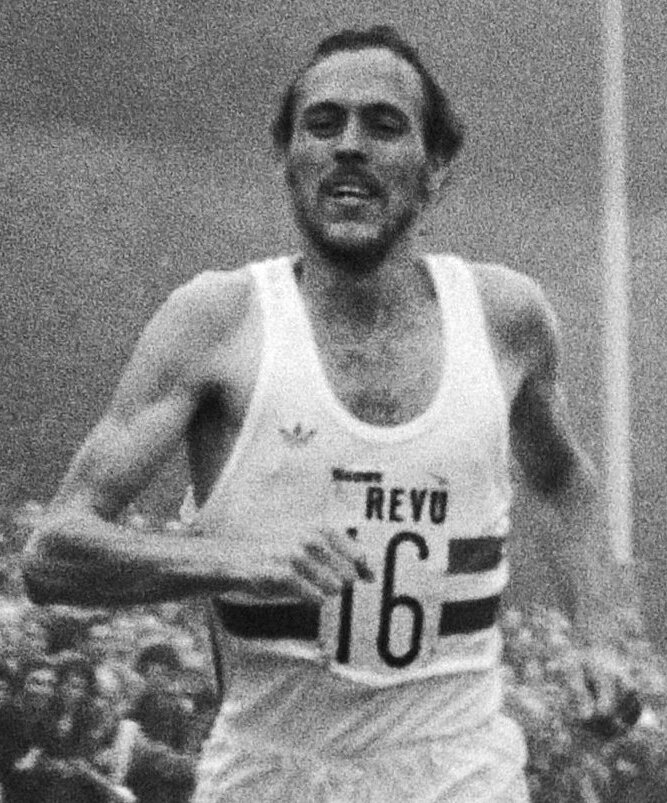
Mike McLeod wurde Zwölfter in diesem Finale – 1984 gewann er die olympische Silbermedaille
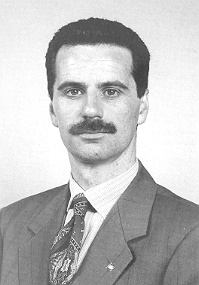
Der 10.000-Meter-Europameister Alberto Cova, ein Jahr später Weltmeister und zwei Jahre später Olympiasieger, wurde disqualifiziert

## Videolink
- Thomas Wessinghage - 5000m Final, European Athletics Championships, Athens 1982., www.youtube.com, abgerufen am 30. November 2022